# Bottidda
Bottidda (Bòtidda in sardo) è un comune italiano di 631 abitanti della città metropolitana di Sassari, che si trova a 396 metri sul livello del mare nella regione storica del Goceano.

## Geografia fisica

### Territorio
Bottidda è situato ai piedi del Monte Rasu e a ridosso del Colle "Sa Corona", il cui nome deriva da un nuraghe situato sulla sua sommità. 	
Ha un territorio vasto circa 3300 ettari di cui 430 appartengono al demanio forestale e 220 a quello comunale.

## Origini del nome
Il nome Bottidda deriva dall'antica denominazione del villaggio, che in origine si chiamava Gossilla o Gocilla; da Gocilla si sarebbe passati a Gotilla, Botilla, Botidda, fino all'odierno Bottidda.

## Storia
Il territorio fu abitato fin dalla Preistoria, come testimoniato dalla presenza di numerosi nuraghi e di una tomba dei giganti, quest'ultima denominata Pasciarzu o Su Passiarzu III.	
Su tutta l'estensione comunale si contano 26 nuraghi: da nord-ovest a sud-est, Contra Austinu, S'Unighedda, De sa Teula, Tocco Scuzzones, Arvas, Tanca 'e Pedde, Restiddi, Gallisai, Cugurutta, Cherchizzu, Sa Corona, Pala 'e Rughes, Larattu, Tanca Noa, Nuraghes, Nuraghes II, Muselighes, Ortiocoro, Oruscula, Sa Pietade, Mola sa Serra, S'Orculana, Maronavia, Mastru Porcu, Sos Schidas e Ortivai.
Nel medioevo appartenne al Giudicato di Torres e fece parte della curatoria di Monte Acuto, nonché della diocesi di Ottana, nella quale possedeva, unica insieme a Nuoro, il titolo di pievania. Alla caduta del Giudicato (1259) passò prima ai Doria e poi ai Malaspina, e dopo la battaglia della Meloria (1284) passò sotto il controllo del Giudicato di Arborea, che inserì la zona nella contea del Goceano. Nel 1478, con la sconfitta di Leonardo Alagon nella battaglia di Macomer, tutti i territori superstiti dell'ex giudicato, riuniti nel Marchesato di Oristano, passarono agli aragonesi. Fu riscattato agli ultimi feudatari nel 1839, con la soppressione del sistema feudale.

### Simboli
Lo stemma e il gonfalone del comune di Bottidda sono stati concessi con decreto del Presidente della Repubblica del 29 dicembre 1995. Lo stemma si blasona:
Il gonfalone è un drappo partito di rosso e di bianco.

## Monumenti e luoghi d'interesse

### Architetture religiose

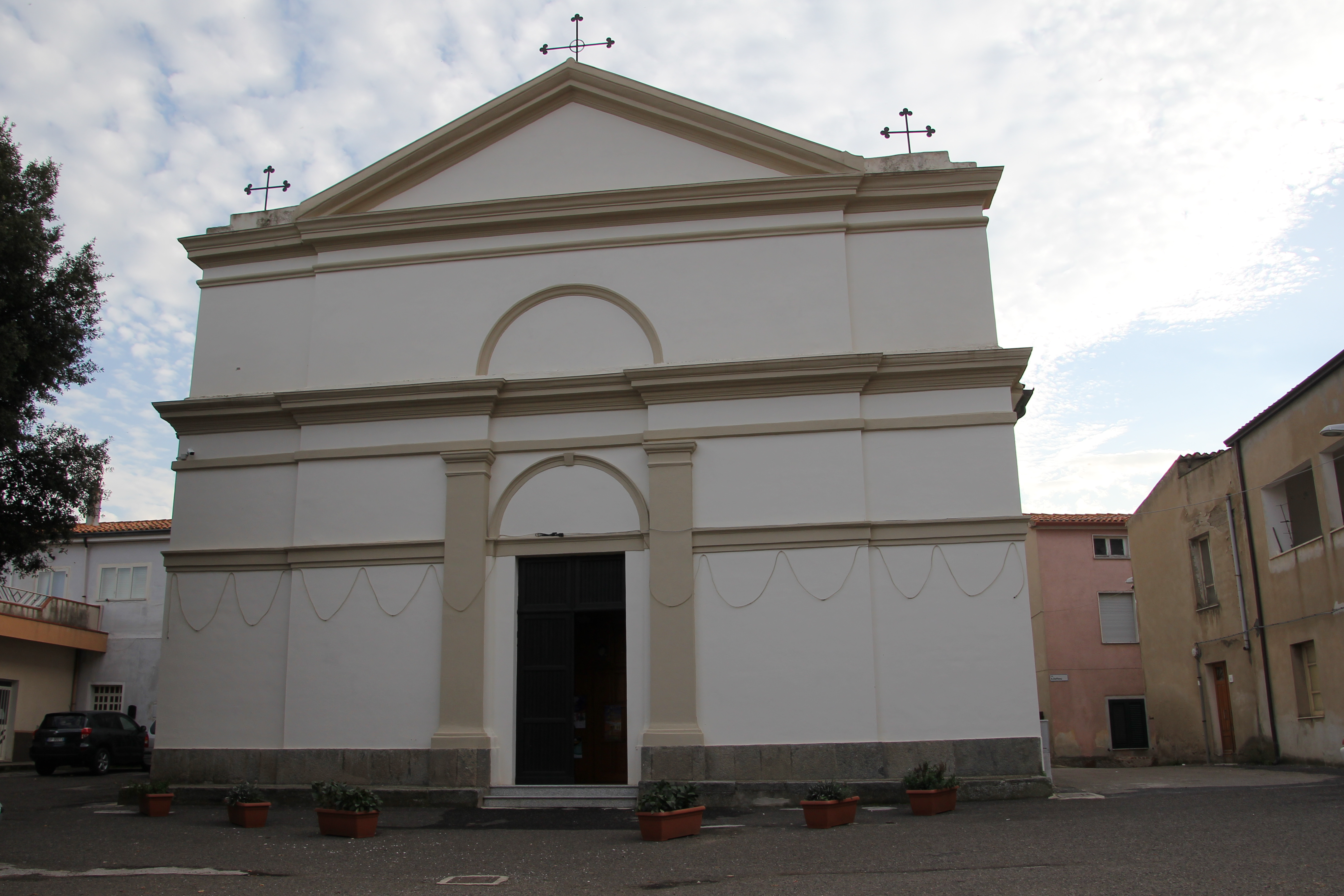
Chiesa della Madonna del Rosario

Molto suggestiva è l'area di Monte Rasu, non solo per le bellezze naturalistiche, ma anche per il convento francescano che vi sorge, il primo sorto nell'Isola; secondo la tradizione, sarebbe stato fondato intorno al 1220 da Giovanni Parenti, discepolo di Francesco d'Assisi. Non sono invece rimaste tracce dell'altro convento francescano, costruito intorno al 1645 accanto alla chiesa di S. Maria degli Angeli, più nota come chiesa di S. Antonio. Quest'ultimo convento fu edificato per volontà del mons. Andrea Bacallar, vescovo di Alghero.

### Monumenti naturali
In località S'Orculana, nei pressi dell'omonimo nuraghe, si trova un grande olivastro millenario (Olea europaea subsp. oleaster): il suo tronco si allarga alla base per 17 m e la sua chioma raggiunge gli 8 m di altezza.

## Società

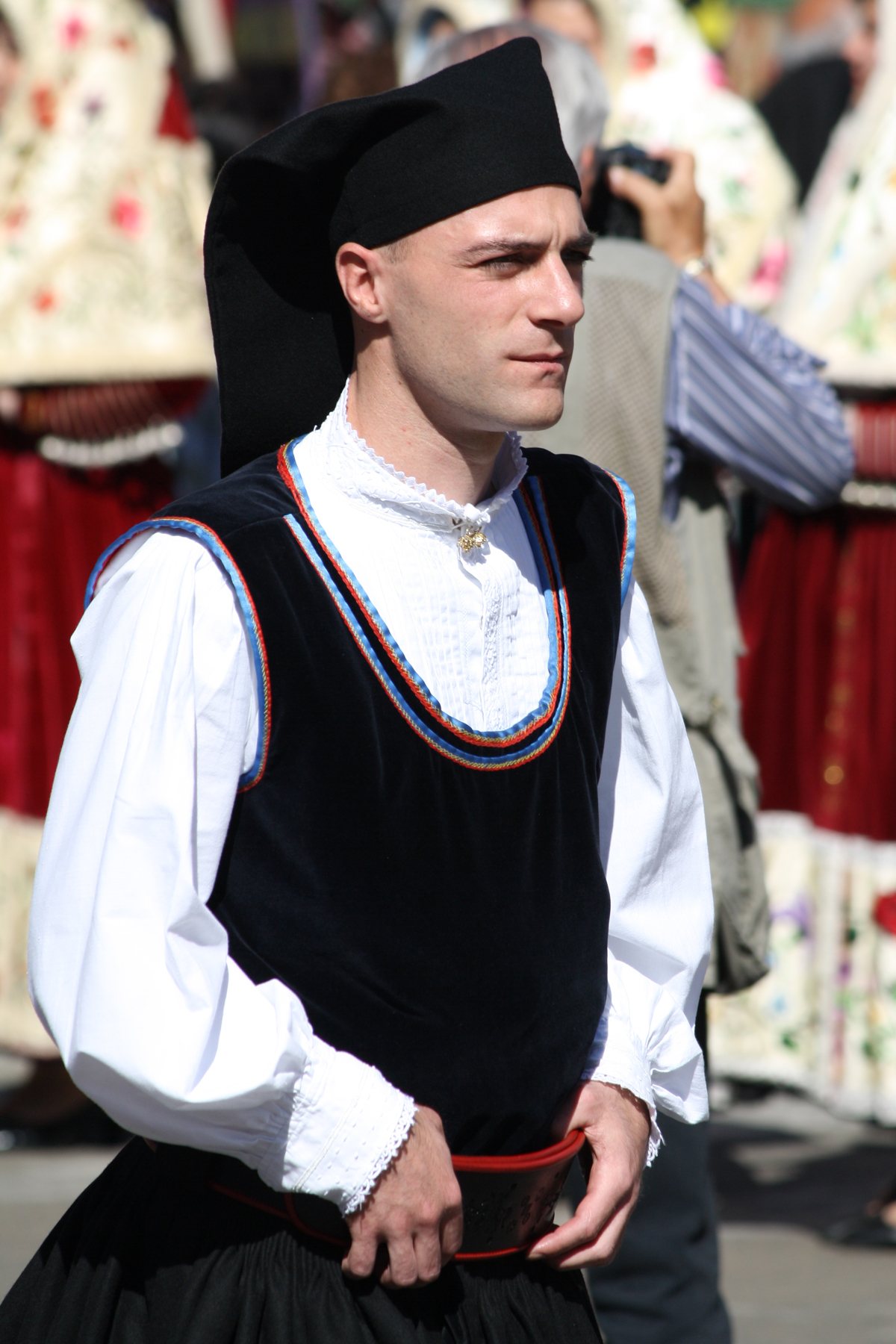
Abito maschile di Bottidda

### Evoluzione demografica
Abitanti censiti

### Lingue e dialetti
La variante del sardo parlata a Bottidda è quella logudorese centrale o comune.

## Geografia antropica
Bottidda, grazie alla sua naturale collocazione, gode di una disposizione ordinata dell'agglomerato urbano. Questo anche grazie alle numerose piazze circondate dal verde e abbellite da alcuni murales, realizzati da artisti sassaresi e locali.

## Economia
In passato la popolazione era particolarmente dedita all'agricoltura, specie quella viticola, ma il forte calo demografico e le varie crisi che hanno investito le campagne hanno ridotto la produzione.
Bottidda vive prevalentemente di pastorizia, inoltre una risorsa importante arriva dall'area forestale di Monte Pisanu e dalla località di "Su Pizzu", dove sorgono alcune strutture sportive per il tempo libero.

## Amministrazione
| Periodo         | Periodo         | Primo cittadino       | Partito                             | Carica  | Note   |
| --------------- | --------------- | --------------------- | ----------------------------------- | ------- | ------ |
| 23 aprile 1995  | 16 aprile 2000  | Nicolo Licheri        | liste civiche di centro-destra      | Sindaco | [ 11 ] |
| 16 aprile 2000  | 8 maggio 2005   | Daniele Secondo Cocco | lista civica                        | Sindaco | [ 12 ] |
| 8 maggio 2005   | 30 maggio 2010  | Daniele Secondo Cocco | lista civica                        | Sindaco | [ 13 ] |
| 30 maggio 2010  | 31 maggio 2015  | Gavino Garau          | lista civica "Libertà e Progresso"  | Sindaco | [ 14 ] |
| 31 maggio 2015  | 26 ottobre 2020 | Daniele Secondo Cocco | lista civica "Bottidda"             | Sindaco | [ 15 ] |
| 26 ottobre 2020 | in carica       | Ivo Nieddu            | lista civica "Insieme per Bottidda" | Sindaco | [ 16 ] |

## Sport
A Bottidda è presente un campo sportivo comunale in erba sintetica, dove disputa le partite la squadra locale ASD Bottidda Calcio, fondata nel 1975 che nel 2024-2025 milita nel Girone C sardo di Prima Categoria.